# Stanisław Olszewski
Stanisław Olszewski   (Lidzbark Warmiński, 8 de novembre de 1948 - Olsztyn, 27 d'abril de 2015), sovint escrit Stanislav Olszewski, fou un pilot d'enduro i motocròs polonès que va obtenir èxits esportius en totes dues modalitats. En motocròs, va guanyar deu Campionats de Polònia i una Copa de la Pau i l'Amistat; en enduro, dos Campionats d'Europa de 75 cc (1979-1980) i dos de Polònia. També va obtenir dues victòries individuals als ISDE el 1980.

## Biografia
Membre d'una família aficionada al motociclisme (els seus germans grans, Zdzisław i Andrzej, també hi competien), Stanisław Olszewski va debutar en competició a 16 anys integrat al club WAMK Lidzbark Warminski; a partir de 1969 va passar al club Drweca Ostróda i a partir de 1973 a l'OKS Stomil Olsztyn.
Abans de guanyar els seus dos Campionats d'Europa, el 1978 ja n'havia estat subcampió. Va ser també deu vegades campió de Polònia de motocròs en les classes de 250 i 500 cc i set vegades subcampió, dues vegades campió de Polònia d'enduro i diverses vegades subcampió. A més, el 1976 va guanyar la Copa de la Pau i l'Amistat (campionat no oficial dels països socialistes) en la categoria de 250 cc.
Olszewski va competir en nombroses edicions dels ISDT, actualment anomenats ISDE. El 1980, a Briude (Occitània), va obtenir-hi la victòria de classe als 75 cc i la individual al vas d'argent i el 1984 va formar part de l'equip polonès que va guanyar el trofeu per equips i el Trofeu Watling a Assen (Països Baixos).
El 1980 va rebre un diploma honorífic de l'International Fair Play Committee (CIFP) i el títol de "Cavaller de l'esport" atorgat pels editors del Sztandar Mlodych i el Comitè Olímpic Polonès per la seva actitud durant els ISDT, quan va avisar alguns rivals directes que tornessin de la carretera equivocada (estava mal senyalitzada).

### Retirada
Després d'acabar la seva carrera esportiva, Olszewski va treballar com a especialista durant dos anys i després es va dedicar a l'organització i direcció d'esdeveniments esportius: entre d'altres, va ser un dels fundadors del Motoklub Olsztyn el 1993, membre de la Comissió d'Esports de Motociclisme de Districte de la Junta de Districte de l'Associació Polonesa del Motor a Olsztyn i jutge internacional de la FIM. En reconeixement dels seus mèrits, li va ser concedida, entre d'altres, la Gran Creu d'Or al Mèrit de Polònia i la Insígnia d'Honor d'Or de l'Associació Polonesa del Motor.

## Palmarès
- 2 Campionats d'Europa d'enduro en 75cc (1979-1980)
- 1 Victòria individual i de classe als ISDE (1980)
- 1 Trofeu Watling als ISDE (1984)
- 2 Campionats de Polònia d'enduro
- 10 Campionats de Polònia de motocròs (250 i 500cc)
- 1 Copa de la Pau i l'Amistat de motocròs 250cc (1976)